# 14 амазонок
«14 амазонок» (англ. The 14 Amazons, кит. трад. 十四女英豪, пиньинь Shísì Nǚ Yīngháo, палл. Шисы нюй инхао) — гонконгский кинофильм 1972 года режиссёров Чэн Гана и Дун Шаоюна, произведённый киностудией Shaw Brothers, батально-историческая драма.

## Сюжет
Действие происходит во времена Империи Сун в правление императора Жэнь-цзуна (XI век н. э.).
Род Ян, мужчины и женщины, поколениями преданно служит своей стране. Во время войны с тангутским государством Западное Ся армия командующего Ян Цзунбао попадает в окружение и оказывается буквально выкошена. Ян Цзунбао еле успевает перед гибелью послать весть родным; дома у него остаётся 15-летний сын, последний мужчина в роду — Ян Вэньгуан. Вдова героя Му Гуйин со свекровью вместе со всей семьёй, в которой осталось множество вдов, собирается отомстить за смерть мужа и защитить свою страну. Из-за козней чиновника Ван Чина (врага ещё отца Цзунбао) они не могут воспользоваться императорской армией. Поэтому они собирают собственную армию, большей частью состоящую из женщин и присоединившихся добровольцев. Зная о прекрасных военно-тактических навыках Му Гуйин, правитель Западного Ся с сыновьями делает все возможное, чтобы остановить её, но в итоге проигрывает.

### Дополнительные факты
Фильм основан на произведении эпохи династии Сун «Армия женщин Ян» (楊門女將), входящим в комплекс легенд о генералах из рода Ян, одном из популярнейших сюжетов традиционной китайской оперы (особенно пекинской и кантонской).
Легендарная Му Гуйин — один из основных персонажей цикла и одна из наиболее известных женщин-воительниц истории и мифологии Китая (наряду с Хуа Мулань и Сюнь Гуаньнян), «занявшая нишу» именно женщины-полководца, разбирающейся в эффективном использовании военной силы, тактике и стратегии военного искусства и превосходящей в этом своих отца и свёкра-генералов. В китайском языке её имя стало «прецедентным именем» — эпитетом женщины с талантом управления и разрешения сложных проблем.

## В ролях

### Люди империи Сун
Члены клана Ян
(при серьёзном несовпадении имён соответствующий персонаж легенды указан в скобках; при совпадении с точностью до произношения — дано по легенде)
- Матриарх клана (вдова основателя клана генерала Ян Е) Шэ Тайцзюнь — Лиза Лу Янь
  - «1-я госпожа» (вдова 1-го сына Ян Е) Гэн Цзиньхуа (в легенде-первоисточнике Чжан Цзиньдин) — Чэнь Яньянь
  - «2-я госпожа» Цзоу Ланьин (в первоисточнике Юнь Цуйин) — Лам Чин
  - «3-я госпожа» Дун Юэ-э (Ло Сумэй) — Ся Пин
  - «4-я госпожа» Хуан Сюаньнюй (Ло Цзиньнюй) — Бетти Тин Пэй[англ.]
  - «5-я госпожа» Ма Сайин — Ван Цзиньфэн
  - «6-я госпожа» Чай Цзюньчжу (принцесса Чай Мэйжун, дочь императора Ши-цзуна[англ.]) — Оуян Шафэй
    - Сын Чай Цзюньчжу, командующий Ян Цзунбао (погибает в начале фильма) — Чун Ва[кит.]
    - Жена Ян ЦзунБао Му Гуйин — Айви Лин По
      - Сын Ян Цзунбао и Му Гуйин Ян Вэньгуан[кит.] — Лили Хо[кит.]

    - Сестра Ян Цзунбао Ян Цюцзюй — Ван Пин
    - Сестра Ян Цзунбао Ян Цюлань — Лю Уци

  - «7-я госпожа» Ду Цзиньэ — Тина Цзинь Фэй
  - «8-я сестра» (дочь Ян Е) Ян Памэй (Ян Яньци) — Ли Цзин
  - «9-я сестра» Ян Цзюмэй (Ян Яньин) — Кэрен Ип Линчжи

Гвардия клана
- Ян Пайфэн — Шу Пэйпэй
- генерал Цяо Тингуй — Фань Мэйшэн
- генерал Мэн Хуайюань — Вон Чунсёнь

«14 амазонок» в названии фильма — все перечисленные женщины клана Ян: матриарх, «госпожи» и «сестры» (вдовы её сыновей и её дочери), сёстры генерала Ян Цзунбао и его вдова Му Гуйин — плюс женщина-гвардеец клана Ян Пайфэн. Юноша Ян Вэньгуан (в исполнении актрисы Лили Хо) сражается вместе с ними, но в число «амазонок» не входит.
Соратники клана Ян
- Генерал Люй Чао — Юэ Хуа[англ.]
- Его сестра Чжэньчжу — Ён Ойва
- Офицер Ню Ху — Нг Маньва
- Другие воины и слуги — Юань Бяо, Ку Маньчун

Придворные
- Министр Коу Чжунь[кит.] — Ян Чжицин
- Министр-предатель Ван Цинь — Чин Мяо
  - Секретарь Ван Циня — Лэй Сиучхун

### Люди Западного Ся
- Правитель Ся — Тянь Фэн
  - 1-й принц — Ван Ся[кит.]
  - 2-й принц — Нан Гунсюнь
  - 3-й принц — Тинь Чхин
  - 4-й принц — Пол Чхёнь[англ.]
  - 5-й принц — Ло Ле
- Богатырь Западного Ся — Боло Йен
- Другие воины Западного Ся — Кори Юэнь[англ.], Нам Вайлит, Рикки Хуэй[англ.]

## Съёмочная группа и технические данные
- Производство, съёмка и распространение: Shaw Brothers

(позднее права, как и для ряда других фильмов SB, были куплены компанией Celestial Pictures
- Продюсер: Шао Жэньлэн
- Режиссёры: Чэн Ган, Дун Шаоюн
- Режиссёрская группа: Чэн Сяодун, Лён Сиучхун, Чэнь Цижуй
- Сценарист: Чэн Ган по романизации легенды Коу Ёна[кит.]
- Грим: Фан Юэнь
- Операторы: Дун Шаоюн, Чжу Цзясинь, Чжан Синь, Хуа Шань, Вон Чит, Тору Ватанабэ, Яу Кэй
- Композиторы: Ван Фулин[кит.], Чжоу Ланьпин[кит.]
- Плёнка и формат фильма: Eastmancolour 35 мм, снято в формате Shawscope (фирменная версия CinemaScope) 2,35:1.
- Звук: моно в оригинале, ремастеринг на Dolby Digital — в DVD-версии.
- Продолжительность: 123 мин (полная версия без цензуры), 117 мин (Франция, DVD), 112 мин (Португалия, с цензурой)
- Язык: китайский путунхуа
- Даты премьеры/изданий/показов на кинофестивалях:
  - 27 июля 1972 (Гонконг)
  - 23 марта 1973 (ФРГ)
  - 1974 (Италия)
  - 25 марта 1974 (Португалия, с цензурой)
  - 1975 (Испания)
  - 1998 (Великобритания)
  - 7 июня 2006 (Франция)
  - 13 октября 2011 (Южная Корея)[4].

## Художественные особенности

### Возрастные ограничения
Как в любом батальном кино, в фильме достаточно крови. Хотя в картине нет её «смакования», в ней присутствует несколько достаточно жестоких сцен, включая отрубание голов и искалечивание конечностей пленённых китайских воинов со стороны тангутов.
В нескольких странах ряд сцен был вырезан и/или присвоены соответствующие возрастные цензы, в частности:
- Португалия: M/18 (для цензурированной версии)
- Франция: с 12 лет
- Великобритания: с 18 лет[5].

## Награды
11-й Тайбэйский кинофестиваль Golden Horse (1973)
- Премия за лучшую режиссуру — Ган Чэн
- Премия за лучшие звуковые эффекты — Ван Юнхуа
- Премия за лучшую женскую роль 2 плана — Лиза Лу Янь
- Поощрительная премия в категории «Драма»

19-й Азиатско-тихоокеанский кинофестиваль= (1973)
- Outstanding Lead Female Performance — Лили Хо

Показы и отборы других кинофестивалей
- Каннский кинофестиваль, Франция — избран в Cannes 2006’s Official Selection — Cannes Classics Collection[6].
- Фестиваль «Фантазия»[англ.], Канада — показ на фестивале 2007 года[6].
- Пусанский кинофестиваль, Южная Корея — показ на фестивале 2011 года[7].

Другое
Косвенно к наградам фильма можно также причислить премию Гонконгского отделения организации Women in Film and Television International исполнительнице одной из главных ролей Айви Лин По в 2006 году за профессиональные достижения, приуроченную к перевыпуску фильма 14 Amazons на DVD.